# Нурсу
Нурсу (до 2003 года — Нурс) — село Шахбузского района Нахчыванской Автономной Республики Азербайджана. Центр одноимённого муниципалитета. Расположено в 8 км от центра района, в предгорьях. Население составляет 849 человек и занимается садоводством и животноводством; в селе находится средняя школа, клуб, библиотека, амбулаторная клинику и отделение связи. Текущая река из района Нурсу-Шахбуз — левый приток Нахчыванчайа. Длина составляет 13 км, площадь бассейна — 52 км². В основном питается снежными и грунтовыми водами, частично с дождевой водой.

## История
Предыдущее название — Нурс — изменено с 1 марта 2003 года на Нурсу.

## Исторические и археологические памятники

### Некрополь Нурсу
Некрополь Нурсу — археологический памятник позднего средневековья в деревне Нурсу. Расположен на вершине высокого холма. Это мусульманское кладбище. По словам местных жителей, на кладбище насчитывалось около 10 надгробных камней, изображающих барана на кладбище; большинство из них были уничтожены, а другие были перевезены. Предполагается, что памятник относится к XV-XVI векам.

## Этимология
Название деревни связано с названием реки реки Нурсу, и означает «вода, которая течет из крутой скалы».

## Население
Население составляет 849 человек.

## Знаменитые люди
- Мамед Араз — народный поэт Азербайджана.
- Тунзала Аразли — Азербайджанский писатель.